# Erna Rosenstein

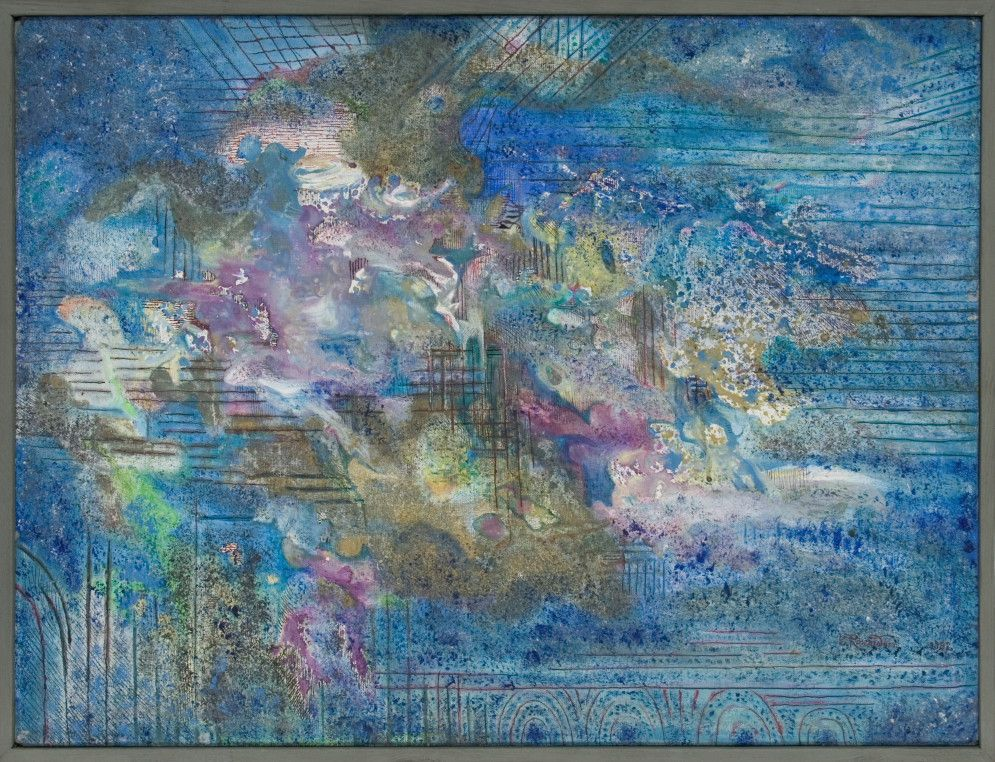
Erna Rosenstein, Wieczność rodzi chwilę, 1982, kolekcja Zachęty

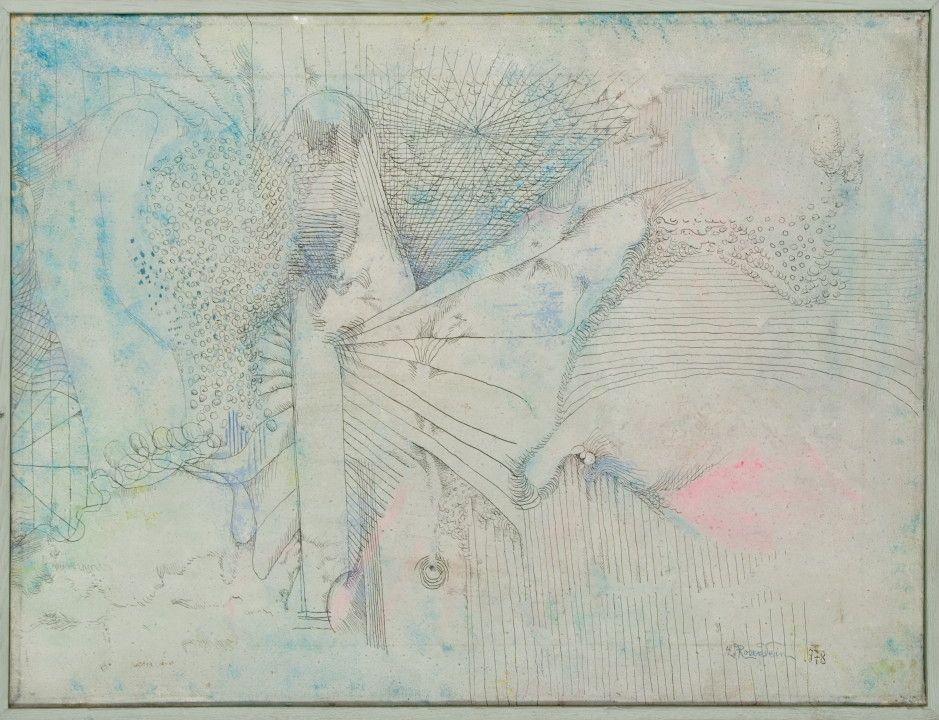
Erna Rosenstein, Zmierzch obrazu, 1978, kolekcja Zachęty

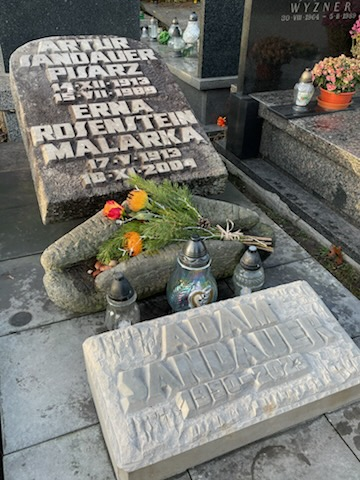
Grób Adama Sandauera, Erny Rosenstein i Artura Sandauera w dn. 14 grudnia 2024

Erna Rosenstein (ur. 17 maja 1913 we Lwowie, zm. 10 listopada 2004 w Warszawie) – polska malarka surrealistyczna i poetka żydowskiego pochodzenia. Siostra Paula Rosenstein-Rodana, żona Artura Sandauera, matka Adama Sandauera.

## Życiorys
W latach 1932–1934 Erna Rosenstein studiowała w Wiener Frauenakademie, a następnie w latach 1934–1936 w krakowskiej Akademii Sztuk Pięknych pod kierunkiem Wojciecha Weissa. W latach studiów nawiązała kontakty ze studencką Grupą Krakowską, w tym z malarzem i grafikiem Jonaszem Sternem.
W 1937 odbyła krótką podróż do Paryża, gdzie w 1938 miała okazję poznać malarstwo surrealistyczne.
Czas wojny spędziła z rodzicami we Lwowie. W 1942 udało jej się uciec z tamtejszego getta. Po wyjeździe ze Lwowa, ukrywała się pod przybranymi nazwiskami najpierw w Warszawie, a po 1944 – w Częstochowie. Po wojnie stała się częścią krakowskiej awangardy. Współtworzyła odradzającą się Grupę Krakowską, m.in. wraz z Tadeuszem Kantorem, Marią Jaremą, Jonaszem Sternem. W 1949 wyszła za mąż za Artura Sandauera, zamieszkała w Warszawie, gdzie w 1950 urodził się ich syn Adam Sandauer, działacz społeczny i polityczny.

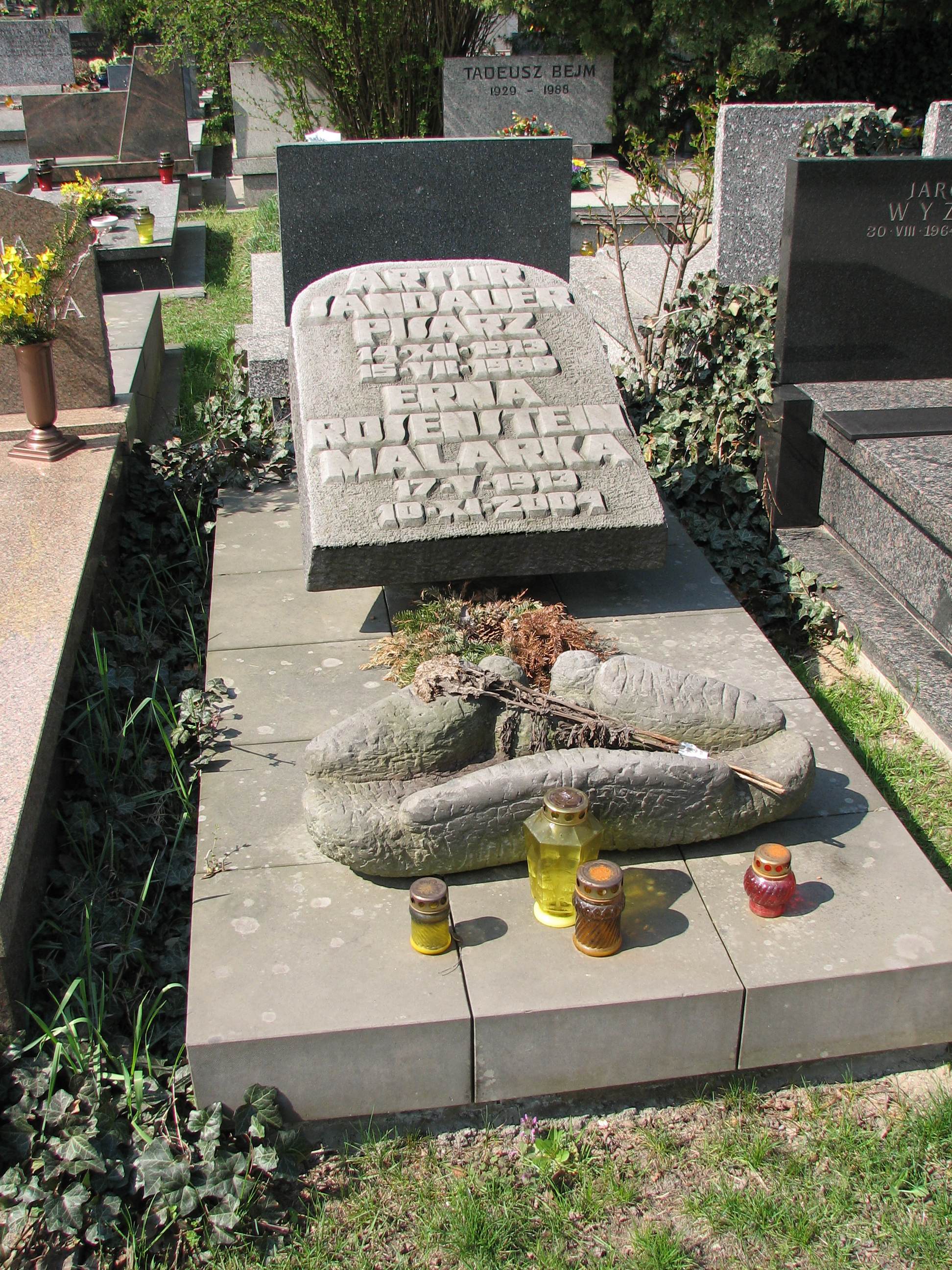
Nagrobek Erny Rosenstein i Artura Sandauera na Cmentarzu Wojskowym na Powązkach w Warszawie, 30 lipca 2006

Należała do szeregu organizacji komunistycznych:
- Międzynarodowa Organizacja Pomocy Rewolucjonistom (1930–1947)
- Wiener Jungarbaiter Verband (1933–1934)
- Komunistyczny Związek Młodzieży Polski (1935–1938)
- Polska Partia Robotnicza (1945–1948)
- Polska Zjednoczona Partia Robotnicza (od 1948)[1].

Do 1954, ze względu na obowiązujący w Polsce socrealizm, Rosenstein nie mogła wystawiać swoich prac.
Od 1972 Rosenstein zaczęła wydawać tomiki poezji oraz miniatury dramatyczne.
Była laureatką Nagrody im. Cypriana Kamila Norwida (1976) i Nagrody im. Jana Cybisa (1996). Pochowana na cmentarzu Powązki Wojskowe w Warszawie (kwatera C39-10-5).

## Twórczość malarska
Malarstwo Erny Rosenstein wykazuje wiele cech wspólnych z poetyką surrealizmu.
Takie jej obrazy, jak Rzeźba w morzu (1954) i Krajobraz (1957) wykazują pewne pokrewieństwo ze sztuką Joana Miró i André Massona natomiast obrazy Spokojny świat (1855) i Pomniki (1955) przypominają nastrój obrazów Yves’a Tanguy’ego. Do założeń surrealizmu nawiązują też inne jej obrazy, jak Droga (1954), związana z poetyką marzenia sennego czy jeden z ostatnich, na pół abstrakcyjny Rozchylone nabrzmiałe (1970).

## Twórczość literacka

### Tomy poetyckie
- Ślad (Czytelnik, Warszawa 1972)
- Spoza granic mowy (Czytelnik, Warszawa 1976)
- Wszystkie ścieżki: (wiersze wybrane) (Wydawnictwo Literackie, Kraków 1979, ISBN 83-08-00156-4)
- Czas (Państwowy Instytut Wydawniczy, Warszawa 1986, ISBN 83-06-01212-7)
- Trochę z archiwum (Miejska Biblioteka Publiczna w Legionowie, Legionowo 1993)
- Jeszcze z archiwum (Galeria Rzeźby w Warszawie, Warszawa 1994)
- Płynie rzeka (Muzeum Historyczno-Etnograficzne, Chojnice 1998, ISBN 83-906163-2-7)

### Bajki
- Bajki, wybór i opracowanie Jarosław Borowiec (Wydawnictwo Warstwy, Wrocław 2014)
- Poławiacz cieni (bajki zebrane), zebrał i opracował Jarosław Borowiec (Wydawnictwo Wolno, Fundacja Galerii Foksal, Lusowo, Warszawa 2022)

### Krótkie spektakle
- Post-sztuka-postępowa czyli Światomorfoza, Dwumiesięcznik literacki "Pole" nr 3/2023[5]
- Tram ta dra ta, Dwumiesięcznik literacki "Pole" nr 3/2023[6]
- Mówią zdjęcia, Dwumiesięcznik literacki "Pole" nr 3/2023[7]
- Przechodząc, Dwumiesięcznik literacki "Pole" nr 3/2023[8]